# Олівер Крістенсен
Олівер Крістенсен (дан. Oliver Christensen, нар. 22 березня 1999, Кертемінде, Данія) — данський футболіст, воротар італійської «Фіорентини» та національної збірної Данії.

## Ігрова кар'єра

### Клубна
Олівер Крістенсен починав займатися футболом у рідному містечку Кертемінде. Згодом він приєднався до молодіжного складу клубу Суперліги «Оденсе». З 2017 року воротаря почали залучати до тренувань першої команди. Свою першу гру в основі Крістенсен провів у жовтні 2018 року.
У серпні 2021 року воротар підписав п'ятирічний контракт з німецьким клубом «Герта». Починав у клубі як воротар дубля. Але після того, як команду залишили воротарі Марсель Лотка та Александер Шволов Крістенсен став перший номером у воротах берлінської команди. За результатами сезону 2022/23 берлінці втратили місце в елітному німецькому дивізіоні, і свій третій сезон у Німеччині воротар розпочинав у Другій Бундеслізі.
Утім вже 10 серпня 2023 року було оголошено про перехід данця за 6 мільйонів євро до італійської «Фіорентини», з якою він уклав п'ятирічний контракт.

### Збірна
У 2021 році Олівер Крістенсен у складі молодіжної збірної Данії брав участь у молодіжній першості Європи.
11 листопада 2020 року у товариському матчі проти команди Швеції Крістенсен дебютував у національній збірній Данії.

## Статистика виступів

### Статистика клубних виступів
Станом на 4 серпня 2023
| Сезон              | Команда            | Чемпіонат          | Чемпіонат | Чемпіонат | Національний кубок | Національний кубок | Національний кубок | Континентальні кубки | Континентальні кубки | Континентальні кубки | Інші змагання | Інші змагання | Інші змагання | Усього | Усього | Усього |
| Сезон              | Команда            | Ліга               | Ігор      | Голів     | Ліга               | Ігор               | Голів              | Ліга                 | Ігор                 | Голів                | Ліга          | Ігор          | Голів         | Ігор   | Голів  |        |
| ------------------ | ------------------ | ------------------ | --------- | --------- | ------------------ | ------------------ | ------------------ | -------------------- | -------------------- | -------------------- | ------------- | ------------- | ------------- | ------ | ------ | ------ |
| 2018–19            | «Оденсе»           | СЛ                 | 1         | -1        | КД                 | 2                  | -2                 |                      | -                    | -                    |               | -             | -             | 3      | -3     |        |
| 2019–20            | «Оденсе»           | СЛ                 | 26+8      | -30 + -9  | КД                 | 0                  | 0                  | -                    | -                    | -                    | -             | -             | -             | 34     | -39    |        |
| 2020–21            | «Оденсе»           | СЛ                 | 22+3      | -28 + -1  | КД                 | 3                  | -5                 | -                    | -                    | -                    | -             | -             | -             | 28     | -34    |        |
| серп.2021          | «Оденсе»           | СЛ                 | 6         | -10       | КД                 | 0                  | 0                  | -                    | -                    | -                    | -             | -             | -             | 6      | -10    |        |
| Усього за «Оденсе» | Усього за «Оденсе» | Усього за «Оденсе» | 55+11     | -69+-10   |                    | 5                  | -7                 |                      | -                    | -                    |               | -             | -             | 71     | -86    |        |
| серп.2021–22       | «Герта»            | БЛ                 | 0+2       | -0+-1     | КН                 | 0                  | 0                  | -                    | -                    | -                    | -             | -             | -             | 2      | -1     |        |
| 2022–23            | «Герта»            | БЛ                 | 33        | -68       | КН                 | 1                  | -4                 | -                    | -                    | -                    | -             | -             | -             | 34     | -72    |        |
| серп. 2023         | «Герта»            | 2БЛ                | 2         | -2        | КН                 | 0                  | 0                  | -                    | -                    | -                    | -             | -             | -             | 2      | -2     |        |
| Усього за «Герту»  | Усього за «Герту»  | Усього за «Герту»  | 35+2      | -70+-1    |                    | 1                  | -4                 |                      | -                    | -                    |               | -             | -             | 38     | -75    |        |
| 2023–24            | «Фіорентина»       | A                  | 0         | 0         | КІ                 | 0                  | 0                  | ЛК                   | 0                    | 0                    | -             | -             | -             | 0      | 0      |        |
| Усього за кар'єру  | Усього за кар'єру  | Усього за кар'єру  | 103       | -150      |                    | 6                  | -11                |                      | -                    | -                    |               | -             | -             | 109    | -161   |        |

### Статистика виступів за збірну
Станом на 4 серпня 2023
| Дата       | Місто   | Господарі | Результат | Гості  | Турнір           | Голи | Примітки |
| ---------- | ------- | --------- | --------- | ------ | ---------------- | ---- | -------- |
| 11-11-2020 | Бреннбю | Данія     | 2 – 0     | Швеція | товариський матч | -    |          |
| Усього     |         | Матчів    | 1         |        | Голів            | 0    |          |